# Reni Jordanova
Reni Jordanova, född den 25 oktober 1953, är en bulgarisk roddare.
Hon tog OS-silver i fyra med styrman i samband med de olympiska roddtävlingarna 1976 i Montréal.